# 2058
- Wikisource

| Calendário gregoriano                                                        | 2058 MMLVIII                        |
| Ab urbe condita                                                              | 2811                                |
| Calendário arménio                                                           | 1508 – 1509                         |
| Calendário bahá'í                                                            | 214 – 215                           |
| Calendário budista                                                           | 2602                                |
| Calendário chinês                                                            | 4754 – 4755 Início a 24 de janeiro  |
| Calendário copta                                                             | 1774 – 1775                         |
| Calendário etíope                                                            | 2050 – 2051                         |
| Calendários hindus - Vikram Samvat - Calendário nacional indiano - Cáli Iuga | 2113 – 2114 1979 – 1980 5158 – 5159 |
| Calendário Holoceno                                                          | 12058                               |
| Calendário islâmico                                                          | 1481 – 1482                         |
| Calendário judaico                                                           | 5818 – 5819                         |
| Calendário persa                                                             | 1436 – 1437 Início a 21 de março    |
| Calendário rúnico                                                            | 2308                                |
| Calendário solar tailandês                                                   | 2601                                |

2058 (MMLVIII, na numeração romana) será um ano comum do século XXI que começará numa terça-feira, segundo o calendário gregoriano. A sua letra dominical será F. A terça-feira de Carnaval ocorrerá a 26 de fevereiro e o domingo de Páscoa a 14 de abril. Segundo o horóscopo chinês, será o ano do Tigre, começando a 24 de janeiro.

| Evento                                                   | Data            | Hora  |
| -------------------------------------------------------- | --------------- | ----- |
| Aquário                                                  | 19 de janeiro   | 20:26 |
| Peixes                                                   | 18 de fevereiro | 10:25 |
| primavera no hemisfério norte e outono no hemisfério sul |                 |       |
| Carneiro/equinócio                                       | 20 de março     | 09:05 |
| Touro                                                    | 19 de abril     | 19:41 |
| Gémeos                                                   | 20 de maio      | 18:24 |
| verão no hemisfério norte e inverno no hemisfério Sul    |                 |       |
| Caranguejo/solstício                                     | 21 de junho     | 02:04 |
| Leão                                                     | 22 de julho     | 12:54 |
| Virgem                                                   | 22 de agosto    | 20:09 |
| Outono no Hemisfério Norte e Primavera no Hemisfério Sul |                 |       |
| Balança/equinócio                                        | 22 de setembro  | 18:08 |
| Escorpião                                                | 23 de outubro   | 03:54 |
| Sagitário                                                | 22 de novembro  | 01:51 |
| inverno no hemisfério norte e verão no hemisfério sul    |                 |       |
| Capricórnio/solstício                                    | 21 de dezembro  | 15:25 |

| UTC: Portugal Continental, Madeira, Guiné-Bissau e São Tomé e Príncipe Subtrair (-): 1 h nos Açores e Cabo Verde 2 h nas Ilhas oceânicas brasileiras 3 h em Brasília, em Goiás, na Amazônia Oriental Brasileira e no nordeste, sudeste e sul brasileiros 4 h na Amazônia Ocidental Brasileira, Mato Grosso e Mato Grosso do Sul 5 h no Acre e sudoeste do Amazonas Adicionar (+): 1 h em Angola e Guiné Equatorial 2 h em Moçambique 8 h em Macau 9 h em Timor-Leste. |
| Adicionar uma hora durante a vigência do horário de verão: Portugal Continental : De 31 de março a 27 de outubro de 2058 |

| Ano completo                       |
| ---------------------------------- |
| Ano comum com início à terça-feira |

## Eventos esperados e previstos
- Ano do Tigre, segundo o Horóscopo chinês.

### Datas desconhecidas
- Realização dos Jogos Olímpicos de Inverno de 2058.
- Realização da Copa do Mundo FIFA de 2058.